# The Fight for Freedom
The Fight for Freedom is een Amerikaanse stomme en korte film uit 1908 onder regie van D.W. Griffith en Wallace McCutcheon Jr..

## Verhaal
In een saloon in Mexico spelen een groep cowboys poker. Als er een betrapt wordt op valsspelen, schiet Pedro hem dood. Hij raakt zelf gewond als hij probeert te vluchten. De lokale sheriff achtervolgt hem en Pedro schiet ook hem dood. Zijn vrouw Juanita wordt naar de gevangenis gestuurd en het is Pedro die haar bevrijdt. Ze vluchten naar de grens, niet wetend dat ze er opgewacht worden.

## Rolverdeling
| Acteur                 | Personage          |
| ---------------------- | ------------------ |
| Florence Auer          | Juanita            |
| John G. Adolfi         | -                  |
| Kate Bruce             | -                  |
| Edward Dillon          | Opwachtende        |
| George Gebhardt        | Man in bar/Bewaker |
| Arthur V. Johnson      | -                  |
| Wallace McCutcheon Jr. | -                  |
| Anthony O'Sullivan     | Barman             |
| Robert G. Vignola      | -                  |